# Communication Management Unit
Als Communication Management Unit werden politische Gefängnisse in den Vereinigten Staaten bezeichnet. Die Kommunikation von Gefangenen zur Außenwelt wird in diesen Gefängnissen massiv eingeschränkt.

## Ursprung
Als Teil des Krieges gegen den Terror der Bush-Regierung wurden am 3. April 2006 im Federal Register Vorschläge des Federal Bureau of Prisons (FBOP) zur Einschränkung der Kommunikation von terroristischen Gefangenen gemacht. Die Veränderungen waren eine Reaktion auf Kritik am FBOP, dass diese die Kommunikation der Gefangenen nicht angemessen überwache, die es Attentätern des Bombenanschlags auf das World Trade Center 1993 erlaubte, Briefe an Terroristen zu schicken.
Der Öffentlichkeit wurde bis zum 2. Juni 2006 Zeit gegeben, darauf zu reagieren. Bürger- und Menschenrechtsorganisationen zweifelten die Verfassungsmäßigkeit umgehend an und bemängelten, dass die Bestimmungen so umfangreich seien, dass sie nicht nur auf Terroristen, sondern auch auf Zeugen und andere Gefangene angewandt werden könnten.

## CMU 1, Terre Haute, Indiana
Am 25. Februar 2007 berichtete die Washington Post über die Gründung einer Communication Management Unit (CMU), die 213 Gefangene in Terre Haute beinhaltet. Die Wärter überwachen alle Telefonate und Briefe. Es wird von den Gefangenen erwartet, dass alle Gespräche auf Englisch stattfinden.
Abgesehen von zwei Gefangenen, sind alle Gefangenen arabische Muslime. Dies brachte die American Civil Liberties Union dazu, Bedenken zu äußern.
Aktuell sind der „amerikanische Taliban“ John Walker Lindh, die Lackawanna Six, Randall Todd Royer, Rafil A. Dhafir, Enaam Arnaout und Kirksey Nix im Gefängnis untergebracht.

## CMU 2, Marion, Illinois
Die Huffington Post berichtete am 8. Juni 2009 über eine zweite CMU in der Nähe von Marion.